# Tinbergen Institute
Tinbergen Institute (TI) är en ledande forskarskola och forskningsinstitut inom ekonomi, företagsekonomi och data science, som drivs i samarbete mellan de ekonomiska fakulteterna vid Vrije Universiteit Amsterdam, University of Amsterdam och Erasmus University Rotterdam.
Sedan grundandet 1987 har Tinbergen Institute utvecklats till ett av Europas ledande institut och skolor inom avancerad forskning i ekonomi. Tinbergen Institute har över 280 research fellows, mer än 200 PhD- och forskarmasterstudenter samt över 870 PhD-alumni. Institutet är uppkallat efter professor Jan Tinbergen, den nederländska Nobelpristagaren i ekonomi (1969), och har kontor i både Amsterdam och Rotterdam.
Tinbergen Institute erbjuder två selektiva forskarmasterprogram inom ekonomi och business data science, kopplade till PhD-möjligheter. De bästa forskarna från de tre skolorna som gemensamt driver Tinbergen Institute kan ansöka om research fellowship. Research fellows organiserar och styr forskarskolan, undervisar på kurser och organiserar, samt deltar i institutets forskarseminarier och konferenser. Alla research fellows är också tillgängliga som handledare. Under vissa förutsättningar och med godkännande från Director of Graduate Studies är individer som inte är knutna till Tinbergen Institute eller någon av dess partners välkomna att delta i kurser i ekonomi och business data science. 
Sedan 2006 har Tinbergen Institute organiserat prestigefyllda årliga internationella konferenser i samarbete med sina research fellows. Dessa konferenser är en hörnsten i institutets engagemang för att främja vetenskaplig forskning och attrahera ledande internationella forskare inom specifika teman. Tidigare konferenser, teman, programkommittéer och presentationer kan ses här. 
Sedan 2016 organiserar Tinbergen Institute en årlig summer school med småskaliga kortkurser. Sommarkurserna undervisas enligt Tinbergen Institutes höga standard och är akademiskt rigorösa.